# Janis Tsukalas
Janis Tsukalas, gr. Γιάννης Τσουκαλάς (ur. 3 lipca 1941 w Salonikach) – grecki naukowiec, fizyk i informatyk, poseł do Parlamentu Europejskiego VII kadencji.

## Życiorys
Ukończył studia z zakresu fizyki na Uniwersytecie Arystotelesa w Salonikach. Zajął się następnie działalnością naukową, na tej samej uczelni uzyskał stopień doktora. Prowadził badania naukowe w szkołach wyższych m.in. w Liverpoolu, Grenoble i Brunszwiku. Specjalizuje się w fizyce ciała stałego i technologii materiałów. W 1986 objął stanowisko profesora na Wydziale Fizyki, przez trzy kadencje pełnił funkcję dziekana.
Na początku lat 90. koordynował instalację pierwszej sieci lokalnej na swoim uniwersytecie. Zainicjował powołanie Wydziału Informatyki, którym kierował w latach 1995–1999. Od 2004 do 2008 był sekretarzem generalnym ds. badań i technologii w Ministerstwie Rozwoju. W 2008 został emerytowanym profesorem Uniwersytetu Arystotelesa.
W wyborach w 2009 uzyskał mandat posła do Parlamentu Europejskiego (z ramienia Nowej Demokracji). Przystąpił do grupy Europejskiej Partii Ludowej, a także do Komisji Przemysłu, Badań Naukowych i Energii.